# Punta Rassa
Punta Rassa és una concentració de població designada pel cens dels Estats Units a l'estat de Florida. Segons el cens del 2000 tenia 1.731 habitants.

## Demografia
Segons el cens del 2000, Punta Rassa tenia 1.731 habitants, 1.015 habitatges, i 481 famílies. La densitat de població era de 283,2 habitants/km².
Dels 1.015 habitatges en un 1,5% hi vivien nens de menys de 18 anys, en un 46,7% hi vivien parelles casades, en un 0,5% dones solteres, i en un 52,6% no eren unitats familiars. En el 52% dels habitatges hi vivien persones soles el 48,7% de les quals corresponia a persones de 65 anys o més que vivien soles. El nombre mitjà de persones vivint en cada habitatge era d'1,53 i el nombre mitjà de persones que vivien en cada família era de 2,09.
Per edats la població es repartia de la següent manera: un 1,5% tenia menys de 18 anys, un 0,5% entre 18 i 24, un 2,8% entre 25 i 44, un 12,8% de 45 a 60 i un 82,5% 65 anys o més.
L'edat mediana era de 80 anys. Per cada 100 dones de 18 o més anys hi havia 64,3 homes.
La renda mediana per habitatge era de 44.583 $ i la renda mediana per família de 66.912 $. Els homes tenien una renda mediana de 73.333 $ mentre que les dones 19.583 $. La renda per capita de la població era de 39.048 $. Cap de les famílies i l'1,9% de la població estaven per davall del llindar de pobresa.

## Poblacions més properes
El següent diagrama mostra les poblacions més properes.